# Tour Detonador
Es la octava gira que realizó la banda de hard rock argentino La Renga. Comenzó el 8 de noviembre de 2003 y terminó el 21 de enero de 2006. Se desarrolló para presentar su octava placa de estudio Detonador de sueños. La gira comenzó con un concierto en el estadio Mario Alberto Kempes, para luego seguir por Río Gallegos, Comodoro Rivadavia, La Plata y Mendoza. Al año siguiente dieron varios shows por la Argentina, entre los cuales se incluyó el concierto dado en el estadio de River el 17 de abril para la presentación oficial de este disco en Buenos Aires. Luego del show, siguieron por varios puntos del país hasta tocar en España junto a Los Piojos, Logos y Rata Blanca, para luego regresar a la Argentina nuevamente y tocar otra vez en Uruguay como en las veces anteriores. Siguen con más shows por Argentina y tocan en España y Estados Unidos en noviembre, para después tocar en el estadio de Huracán, de donde se grabó el DVD En el ojo del Huracán. Tocan otra vez en Chile el 18 de diciembre, y durante 2005 y 2006 hacen shows por la Argentina, entre ellos se destacan los shows del 9 y 10 de julio en el estadio de Vélez. Luego de esta extensa gira, se meten a grabar el sucesor, que se titula Truenotierra.

## Lanzamiento del disco y gira

### 2003
En octubre sale Detonador de sueños, la sexta placa de estudio de la banda. Consta de 12 canciones. Tres de ellas fueron estrenadas en su concierto en el estadio de River el 30 de noviembre de 2002. Estos son Detonador de sueños, Hielasangre y Dementes en el espacio. El segundo tema mencionado, en su versión corta, cuenta con el hijo del Tete, con quien tocaron en el concierto mencionado. El bonus track de este disco se titula Pasto tomado. Éste fue presentado el 8 de noviembre en un concierto en el estadio Mario Alberto Kempes. Luego siguen por Río Gallegos y Comodoro Rivadavia los días 19, 21 y 22 de noviembre. El 13 de diciembre, la banda toca por primera y única vez en el estadio de Gimnasia ubicado en el Bosque platense, y finalmente tocaron en el estadio de Godoy Cruz el 27 de diciembre, despidiendo el año.

### 2004
Comienzan el año tocando el 8 de enero en el Club River Plate de Chacabuco. El 17 de enero tocaron en el Patinódromo de Mar del Plata, y el 24 de enero en San Luis. El 20 de marzo tocaron en el Parque Municipal de Mercedes. El 17 de abril, la banda se decide a tocar otra vez en el estadio de River para la presentación oficial del disco en Buenos Aires. Luego del show, siguen con un show en España junto a Los Piojos, Rata Blanca y Logos, y continúan con varios recitales más por el sur de la Argentina, en ciudades como Trelew, Bariloche, Esquel, Neuquén y Bahía Blanca. El 25 de mayo tocaron en Santa Rosa, y dos días después tocaron en Tres Arroyos, en un concierto que se desarrolló en el estadio de Huracán. Dos días después, es decir el 29 de mayo, la banda tocó por primera vez en Olavarría, y el show se realizó en el estadio de Racing. El 4 y 5 de junio dieron dos conciertos en Rosario, y se llevaron a cabo en el estadio cubierto de Newell's, donde tocaron alguna vez Rata Blanca, Soda Stereo y Los Redondos, y luego lo harían Los Piojos. El 19 de junio tocaron en el Polideportivo Municipal Carlos Ceruti. Al día siguiente dan un show en 990 Arte Club, casi de sorpresa. Contaron con la participación de Pappo. Entre el 23 y 26 de junio dieron tres shows en Catamarca, Tucumán y Salta, hasta que el 9 de julio tocaron en el Club Echagüe, en los 188 años de la Independencia Argentina. El 10 y 15 de julio dieron dos shows en Villa María y Posadas, y el 17 de julio hacen un concierto en el estadio de Chaco For Ever. 20 días después tocaron en el estadio de Unión, y el 3 de septiembre tocaron en el Club Astros de Jujuy, para luego tocar en Santiago del Estero y La Rioja. El 10 y 11 de septiembre hacen un doblete en La Vieja Usina, y una semana después dan un concierto en el Velódromo Municipal de Montevideo. Los días 7, 9, 11 y 16 de octubre dan conciertos en San Luis, San Rafael, San Juan y Tandil, y entre el 31 de octubre y el 14 de noviembre realizaron 8 shows en España y uno en Estados Unidos. El 4 de diciembre, la banda regresa al estadio de Huracán, de donde se grabó el DVD En el ojo del Huracán. Despiden el año tocando en el estadio Víctor Jara el 18 de diciembre.

### 2005
Comienzan el año con la noticia de la muerte de Pappo el día 25 de febrero, producto de un accidente de moto. Como homenaje, graban la canción Viva Pappo. El primer recital tuvo lugar el 18 de marzo en Necochea. La sede elegida para el regreso a los escenarios fue el Club Ciudad de Necochea. El concierto estaba previsto para el 5 de enero, pero a causa de la masacre de Cromañón, debió ser reprogramado. Dos días después tocaron en Bahía Blanca, cuyo recital se desarrolló en el Club FISA. El 22 de marzo tocaron en el Estadio Cayetano Arias, y el 24 de marzo en Puerto Madryn. El 26 y 27 de marzo dieron un doblete en el Club Ingeniero Huergo, y el 28 de mayo regresaron a Mar del Plata. Allí presentaron oficialmente la canción Viva Pappo. El 18 de junio dieron un concierto en el Complejo Pajas Blancas Center. En julio, la banda realiza dos conciertos a sala llena en el estadio de Vélez. Los shows tuvieron lugar el 9 y 10 de julio. En realidad, la banda iba a tocar en el estadio de Huracán, pero no los autorizaron y se tuvieron que trasladar a Liniers. Después de esos dos shows, la banda se tomó un descanso y volvieron al ruedo el 2 de septiembre con un show en el estadio Gigante de Independiente. El 4 y 5 de septiembre dieron shows en el estadio Ruca Che y el Playón Municipal, y finalmente despidieron el año con dos shows en Tandil y la empresa de cerámicas Zanón.

### 2006
Comienzan el año con un concierto en el Court Central de Chile el 18 de enero. Tres días después, es decir el 21 de enero, la banda regresa a la Argentina para dar un concierto en la Comuna San Roque, poniendo fin a esta gira ya que se meterían a grabar su próximo disco.

## Conciertos
| Fecha                    | Ciudad              | País           | Recinto                               |
| ------------------------ | ------------------- | -------------- | ------------------------------------- |
| América del Sur          |                     |                |                                       |
| 8 de noviembre de 2003   | Córdoba             | Argentina      | Estadio Mario Alberto Kempes          |
| 19 de noviembre de 2003  | Río Gallegos        | Argentina      | Estadio Juan Bautista Rocha           |
| 21 de noviembre de 2003  | Comodoro Rivadavia  | Argentina      | Club Ingeniero Huergo                 |
| 22 de noviembre de 2003  | Comodoro Rivadavia  | Argentina      | Club Ingeniero Huergo                 |
| 13 de diciembre de 2003  | La Plata            | Argentina      | Estadio de Gimnasia                   |
| 27 de diciembre de 2003  | Godoy Cruz          | Argentina      | Estadio Feliciano Gambarte            |
| 8 de enero de 2004       | Chacabuco           | Argentina      | Club River Plate                      |
| 17 de enero de 2004      | Mar del Plata       | Argentina      | Patinódromo Municipal                 |
| 24 de enero de 2004      | San Luis            | Argentina      | Anfiteatro Ave Fénix                  |
| 20 de marzo de 2004      | Mercedes            | Argentina      | Parque Municipal                      |
| 17 de abril de 2004      | Buenos Aires        | Argentina      | Estadio River Plate                   |
| Europa                   |                     |                |                                       |
| 1 de mayo de 2004        | Villarrobledo       | España         | Auditorio Municipal                   |
| América del Sur          |                     |                |                                       |
| 14 de mayo de 2004       | Trelew              | Argentina      | Estadio Racing Club                   |
| 16 de mayo de 2004       | Bariloche           | Argentina      | Club Bomberos Voluntarios             |
| 19 de mayo de 2004       | Esquel              | Argentina      | Gimnasio Municipal                    |
| 21 de mayo de 2004       | Neuquén             | Argentina      | Estadio Ruca Che                      |
| 23 de mayo de 2004       | Bahía Blanca        | Argentina      | Club Universitario                    |
| 25 de mayo de 2004       | Santa Rosa          | Argentina      | Club 25 de Mayo                       |
| 27 de mayo de 2004       | Tres Arroyos        | Argentina      | Estadio Huracán                       |
| 29 de mayo de 2004       | Olavarría           | Argentina      | Estadio Racing Club                   |
| 4 de junio de 2004       | Rosario             | Argentina      | Estadio cubierto Newell's Old Boys    |
| 5 de junio de 2004       | Rosario             | Argentina      | Estadio cubierto Newell's Old Boys    |
| 19 de junio de 2004      | Río Cuarto          | Argentina      | Polideportivo Municipal Carlos Ceruti |
| 20 de junio de 2004      | Córdoba             | Argentina      | 990 Arte Club                         |
| 23 de junio de 2004      | Catamarca           | Argentina      | Club Sportivo Villa Cubas             |
| 25 de junio de 2004      | Tucumán             | Argentina      | Club Central Córdoba                  |
| 26 de junio de 2004      | Salta               | Argentina      | Estadio Delmi                         |
| 9 de julio de 2004       | Paraná              | Argentina      | Club Echagüe                          |
| 10 de julio de 2004      | Villa María         | Argentina      | Anfiteatro Municipal                  |
| 15 de julio de 2004      | Posadas             | Argentina      | Club Tokio                            |
| 17 de julio de 2004      | Resistencia         | Argentina      | Estadio Chaco For Ever                |
| 7 de agosto de 2004      | Santa Fe            | Argentina      | Estadio 15 de Abril                   |
| 3 de septiembre de 2004  | Jujuy               | Argentina      | Club Astros                           |
| 5 de septiembre de 2004  | Santiago del Estero | Argentina      | Plaza Añoranzas                       |
| 7 de septiembre de 2004  | La Rioja            | Argentina      | Estadio del Centro                    |
| 10 de septiembre de 2004 | Córdoba             | Argentina      | La Vieja Usina                        |
| 11 de septiembre de 2004 | Córdoba             | Argentina      | La Vieja Usina                        |
| 18 de septiembre de 2004 | Montevideo          | Uruguay        | Velódromo Municipal                   |
| 7 de octubre de 2004     | San Luis            | Argentina      | Anfiteatro Ave Fénix                  |
| 9 de octubre de 2004     | San Rafael          | Argentina      | Anfiteatro Chacho Santa Cruz          |
| 11 de octubre de 2004    | San Juan            | Argentina      | Estadio Abierto del Parque de Mayo    |
| 16 de octubre de 2004    | Tandil              | Argentina      | Anfiteatro Martín Fierro              |
| Europa                   |                     |                |                                       |
| 31 de octubre de 2004    | Granada             | España         | Sala Industrial Copera                |
| 2 de noviembre de 2004   | Barcelona           | España         | Sala Razzmatazz II                    |
| 3 de noviembre de 2004   | Barcelona           | España         | Sala Razzmatazz II                    |
| 4 de noviembre de 2004   | Valencia            | España         | Sala República                        |
| 5 de noviembre de 2004   | Murcia              | España         | Sala Gamma                            |
| 7 de noviembre de 2004   | Mallorca            | España         | Sala Assaig                           |
| 8 de noviembre de 2004   | Madrid              | España         | Sala Arena                            |
| 9 de noviembre de 2004   | Madrid              | España         | Sala Arena                            |
| América del Norte        |                     |                |                                       |
| 14 de noviembre de 2004  | Miami               | Estados Unidos | Bayfront Park Amphitheater            |
| América del Sur          |                     |                |                                       |
| 4 de diciembre de 2004   | Buenos Aires        | Argentina      | Estadio Huracán                       |
| 18 de diciembre de 2004  | Santiago de Chile   | Chile          | Estadio Víctor Jara                   |
| 18 de marzo de 2005      | Necochea            | Argentina      | Club Ciudad de Necochea               |
| 20 de marzo de 2005      | Bahía Blanca        | Argentina      | Club Universitario FISA               |
| 22 de marzo de 2005      | Viedma              | Argentina      | Estadio Cayetano Arias                |
| 24 de marzo de 2005      | Puerto Madryn       | Argentina      | CONARPESA                             |
| 26 de marzo de 2005      | Comodoro Rivadavia  | Argentina      | Club Ingeniero Huergo                 |
| 27 de marzo de 2005      | Comodoro Rivadavia  | Argentina      | Club Ingeniero Huergo                 |
| 28 de mayo de 2005       | Mar del Plata       | Argentina      | Patinódromo Municipal                 |
| 18 de junio de 2005      | Córdoba             | Argentina      | Pajas Blancas Center                  |
| 9 de julio de 2005       | Buenos Aires        | Argentina      | Estadio Vélez Sarsfield               |
| 10 de julio de 2005      | Buenos Aires        | Argentina      | Estadio Vélez Sarsfield               |
| 2 de septiembre de 2005  | General Pico        | Argentina      | Estadio Gigante de Independiente      |
| 4 de septiembre de 2005  | Neuquén             | Argentina      | Estadio Ruca Che                      |
| 5 de septiembre de 2005  | Bariloche           | Argentina      | Playón Municipal                      |
| 17 de diciembre de 2005  | Tandil              | Argentina      | Estadio José de San Martín            |
| 22 de diciembre de 2005  | Neuquén             | Argentina      | Zanón                                 |
| 18 de enero de 2006      | Santiago de Chile   | Chile          | Court Central                         |
| 21 de enero de 2006      | Córdoba             | Argentina      | Comuna San Roque                      |

### Conciertos suspendidos y/o reprogramados
| Fecha               | Ciudad, País            | Lugar           | Motivo                                                                                     |
| ------------------- | ----------------------- | --------------- | ------------------------------------------------------------------------------------------ |
| 9 de julio de 2005  | Buenos Aires, Argentina | Estadio Huracán | El concierto se suspendió porque les negaron la autorización. Se pasó al estadio de Vélez. |
| 10 de julio de 2005 | Buenos Aires, Argentina | Estadio Huracán | También fue suspendido por este suceso. Se pasó al estadio de Vélez                        |

## Formación durante la gira
- Gustavo "Chizzo" Nápoli - Voz y guitarra eléctrica (1988-Presente)
- Gabriel "Tete" Iglesias - Bajo (1988-Presente)
- Jorge "Tanque" Iglesias - Batería (1988-Presente)
- Gabriel "Chiflo" Sánchez - Saxo (1989-2008)
- Manuel "Manu" Varela - Saxo y armónica (1994-Presente)